# Kulturboden

Der Kulturboden ist diejenige Form des Bodens, die der landwirtschaftlichen Nutzung dient.

## Grundsätzliches
Für die Unterscheidung von Kulturböden ist die Korngröße der Bodenpartikel wichtig. Sandkörner sind relativ groß und ungefähr kugelförmig. Der Sandboden ist locker, mit viel Platz zwischen den Partikeln. So können sich Wurzeln leicht ausbreiten, aber das Wasser wird schlecht gespeichert. Die blättchenförmigen Tonpartikel von Tonböden sind im Gegensatz dazu weit kleiner. Der Boden ist kompakt und fest, mit wenig Zwischenraum für Wasser und Luft. Lehmböden sind in etwa dazwischen anzusiedeln, Lehm ist eine Mischung aus Sand, Schluff und Ton.

## Beschaffenheit und Verbesserungsmaßnahmen
Die Kulturböden werden nach ihren Eigenschaften sowie den landwirtschaftlichen Nutzungsmöglichkeiten unterteilt. So entstand z. B. der Begriff Ackerboden.

### Sandboden
Diese Bodenart wird gut durchlüftet und erwärmt sich schnell; das Regenwasser wird gut aufgenommen; der Boden trocknet schnell ab und lässt sich leicht bearbeiten. Andererseits kühlt dieser Boden schnell ab, Wasser und Nährstoffe werden leicht in das Grundwasser ausgewaschen. Dieser Boden erfordert zur Bestandsführung Beregnungs- und Gießmöglichkeiten sowie Humuszufuhr und mehrere kleine Düngergaben. Günstige Kulturen: Erdbeeren, Spargel und Tabak.

### Humoser Sandboden
Diese Bodenart erwärmt sich schnell, die Wärmespeicherung ist gut und hält an; auch die Wasser- und Nähstoffhaltekraft ist durch den Humusanteil deutlich verbessert. Mit diesen Eigenschaften zählt der humose Sandboden zu den besten Kulturböden.
Zu den Nachteilen zählt, dass die Aushagerung bei Trockenheit möglich ist. Alle Kulturen sind möglich, die mit den Wetterbedingungen zurechtkommen.

### Lehmiger Sandboden
Diese Bodenart ist ebenfalls für fast alle Kulturen verwendbar. Die Durchlüftung ist gut, Mineraldünger halten sich besser als im Sandboden, auch der Stalldünger wird besser genutzt. Er erwärmt sich langsamer als humoser Sandboden, aber die Feuchtigkeit wird nicht sehr lange gehalten.

### Sandiger Lehmboden
Diese Bodenart ist für fast alle Kulturen verwendbar, die wasserhaltende und wassersteigende Kraft ist gut, die Durchlüftung ist ausreichend. Stalldünger wird gut ausgenutzt. Eine regelmäßige Humuszufuhr ist sinnvoll ebenso wie Kalkung mit Kalksteinmehl als Ätzkalk.

### Lehmboden
Die wasserhaltende und wassersteigende Kraft ist sehr gut; Mineraldünger werden ausreichend festgehalten. Ausnutzung von Stalldünger ist sehr gut. Bei starker Humus-Zufuhr ist er einer der besten Kulturböden. Allerdings ist die Durchlüftung nicht besonders gut; die Erwärmung im Frühjahr erfolgt langsam und die Bearbeitung ist relativ schwer, da er viel Hackarbeit verlangt.
Eine Bodenabdeckung (Mulch) verhindert das Verschlammen der Oberfläche bei Regen und Gießen. Pferdedünger eingraben und regelmäßiges Kalken mit Ätzkalk macht ihn besser durchlüftbar.

### Tonboden
Diese Bodenart wird in der Landwirtschaft als Stundenboden bezeichnet, da nach langsamem Abtrocknen nach einem Regen oft nur wenig Zeit für die Bearbeitung bleibt. Nährsalze sind zwar vorhanden aber Nährstoffe und Wasser können schlecht von den Wurzeln aufgenommen werden, der Boden ist schlecht durchlüftet, hart und die Bearbeitung sehr schwer.

### Moorboden
Der Moorboden kann das Wasser gut halten und ist besonders für Moorbeet- und Heidepflanzen geeignet; Mineraldünger werden sehr gut gehalten, Stalldünger ist nicht notwendig. Er ist schlecht durchlüftet und ein eher saurer Boden und oft sehr kalt sowie je nach Torfart nährstoffarm.
Zwecks landwirtschaftlicher Nutzung ist je nach Schichtdicke tiefes Rigolen (= Tiefenlockern, Umpflügen bis in 80 cm Tiefe) notwendig um einen durchlässigen Untergrund zu erhalten. Zusätzlich ist Kalk einzubringen und grober Sand in die obere Schicht einzuarbeiten. Heute sind Moore gefährdete Lebensräume, sodass Naturschutzaspekte beachtet werden müssen.